# ولایت آوا (چیبا)

نقشه ژاپن در سال (سال ۱۸۶۸). این ولایت با رنگ تیره مشخص شده است.

ولایت آوا (به ژاپنی: 安房国 Awa-no kuni) یکی از ولایت‌ها در تقسیم‌بندی کشوری قدیم ژاپن بود.